# Nixierör
Ett nixierör är en tidig typ av elektronisk display och i grunden en avancerad form av glimlampa. Det har ett antal katoder formade som siffror eller andra tecken och en gemensam, oftast nätformad anod. Elektrodsystemet är inslutet i ett glashölje med någon ädelgas under lågt tryck. När spänning ansluts mellan anoden och någon av katoderna kommer glimurladdning att alstras kring den aktuella katoden och ett ljussken i form av det önskade tecknet bildas.
Gasen som användes vid produktion var oftast 99 % neon blandat med 1 % argon då detta minskar genomslagsspänningen (den spänning som krävs för att katoden ska lysa) jämfört med att enbart använda neon. Spänningskraven minskas också tack vare denna blandning.

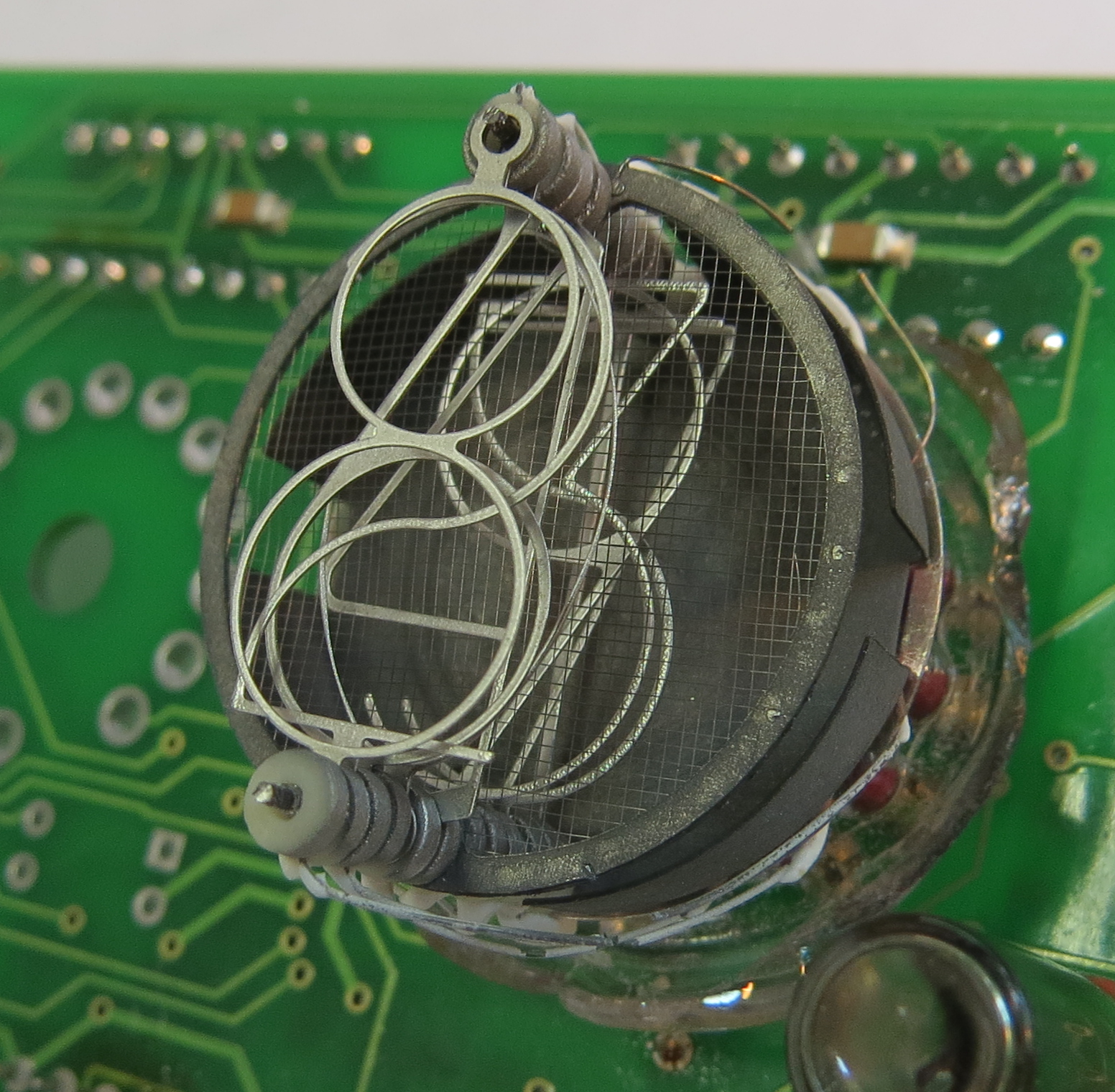
Närbild av de sifferformade katoderna och anodnätet (glashöljet är borttaget)
Nixieröret ZM1082